# Laguna La Pera
La laguna La Pera es un lago de origen glacial andino ubicado en Argentina, en el territorio de la provincia del Chubut, en el departamento Futaleufú, Patagonia.
Se llega en vehículo por la ruta provincial 71. La ciudad más cercana es Esquel.

## Geografía
La laguna recibe su nombre debido a su forma ovoide o ligeramente alargada de noroeste a sureste en forma de pera. Está cerca, pero fuera del territorio del Parque Nacional Los Alerces.
Se encuentra a unos dos kilómetros al norte de la orilla norte de la laguna Terraplén, más o menos de doce kilómetros al sureste del brazo sureste del lago Futalaufquen, y a solo 450 metros al noroeste de la laguna La Banana.
Se encuentra enclavada en el extremo sur del Cordón Rivadavia, que está orientado de norte a sur, con vistas al lago Futalaufquen, que se extiende hacia el oeste. Posee 420 metros de largo y 160 en su anchura máxima. Situado a unos 1002 metros sobre el nivel del mar, la laguna se alimenta de pequeños arroyos de las colinas circundantes pertenecen al Cordón Rivadavia.
Los efluentes de la laguna se dirigen a la laguna La Banana. Desde allí y después de algunos giros y saltos de agua llega a la laguna Terraplén. El río Desaguadero fluye de sur a norte y drena el Cordón Situación al oeste (de 2.250 m s. n. m.) y el Cordón Rivadavia al este, vertiendo las aguas en el brazo sur del Lago Futalaufquen. Por lo tanto, la laguna es parte de la cuenca del río Futaleufú, que desemboca en el Océano Pacífico a través del río Yelcho.